# Стадіон ФК «Мінськ»
"Стадіон ФК «Мі́нськ» (біл. Стадыён ФК «Мінск») — футбольний стадіон у місті Мінськ, Білорусь, домашня арена футбольних клубів «Мінськ» та «Крумкачи».
Стадіон побудований та відкритий у 2015 році на місці старого стадіону «Камвольник», на якому грали команди з нижчих ліг, молодіжні, резервні та аматорські команди. До середини 2000-х років стара арена занепала та мало експлуатувалася. У 2011 році «Камвольник» було знесено, а 2012 року на його місці було розпочато будівництво нової арени. Новий стадіон ФК «Мінськ» був побудований протягом 2012—2015 років і відкритий у травні 2015 року. Відтоді він використовувався в основному як домашня арена для футбольних клубів «Мінськ», «Крумкачи», «Іслоч» та жіночої команди «Мінська».
Стадіон приймав матчі в рамках Ліги чемпіонів серед жінок, Юнацької ліги УЄФА, а також домашні матчі молодіжної збірної Білорусі.